# Otto Klement
Otto Klement (* 7. Juni 1891 in Mährisch-Ostrau, Österreich-Ungarn, später Tschechoslowakei; † 28. Oktober 1983 in Beverly Hills, Vereinigte Staaten) war ein mährisch-österreichischstämmiger Schauspielagent, Filmproduzent und Autor.

## Leben und Wirken
Klement arbeitete zur Zeit der Weimarer Republik in Berlin als Agent für Theater- und Filmschauspieler. Infolge der Machtergreifung 1933 floh der Jude aus Deutschland und ließ sich in England nieder. Dort produzierte Klement mit dem britischen Kollegen Robert Garrett im Rahmen der Garret-Klement-Production 1936 zwei Filme, darunter die Komödie The Amazing Quest of Ernest Bliss mit Cary Grant. Während des sogenannten London Blitz verließ Klement Großbritannien und reiste via Mexiko im Mai 1941 in die Vereinigten Staaten aus.
In Hollywood konnte er kaum mehr aktiv bei der Filmherstellung weiterarbeiten, lediglich 1947 wurde ihm die Produktionsleitung bei der Verfilmung von Erich Maria Remarques Roman Triumphbogen anvertraut, da Klement Remarque als Literatenagent vertrat. Stattdessen gründete Otto Klement 1941 die American Copyright and Management Corporation und konzentrierte sich wieder ganz auf die Agententätigkeit. 1965 entwickelte er, gemeinsam mit Jerome Bixby, die Storyvorlage zu dem Science-Fiction-Filmklassiker Die phantastische Reise.
Otto Klement war seit Juli 1947 US-amerikanischer Staatsbürger.

## Filmografie (komplett)
- 1936: A Woman Alone (Produktion)
- 1936: The Amazing Quest of Ernest Bliss (Produktion)
- 1948: Triumphbogen (Arch of Triumph) (Produktionsleitung)
- 1954: Hands (aus der TV-Reihe Crown Theatre with Gloria Swanson) (Storyvorlage)
- 1965: Die phantastische Reise (Storyvorlage)